# Gaya-myeon
Gaya-myeon (koreanska: 가야면) är en socken i Sydkorea. Den ligger i kommunen Hapcheon-gun i provinsen Södra Gyeongsang, i den centrala delen av landet, 220 km söder om huvudstaden Seoul.